# Орловский сельсовет (Янаульский район)
Орловский сельсовет — муниципальное образование в Янаульском районе Башкортостана.
Согласно «Закону о границах, статусе и административных центрах муниципальных образований в Республике Башкортостан» имеет статус сельского поселения.

## Состав сельсовета
- с. Орловка,
- д. Игровка,
- д. Никольск,
- д. Петровка,
- д. Ямьяды.

## Население
| 2002 | 2009 | 2010 | 2012 | 2013 | 2014 | 2015 |
| ---- | ---- | ---- | ---- | ---- | ---- | ---- |
| 798  | ↘791 | ↗794 | ↘772 | ↗773 | ↘759 | ↘755 |
| 2016 | 2017 | 2018 |      |      |      |      |
| ↘734 | ↘712 | ↘711 |      |      |      |      |